# Pruské obléhání Prahy (1757)
Obléhání Prahy pruským vojskem od 6. května do 20. června 1757 následovalo po porážce rakouské armády v bitvě u Štěrbohol v rámci Sedmileté války. Je označováno za nejničivější obléhání v pražských dějinách.

## Vývoj
V polovině září 1756 překročila pruská armáda u Ústí nad Labem zemské hranice a česká šlechta opouštěla pražské paláce takovým tempem a v takovém zmatku, že to vzbudilo všeobecné pohoršení. Prusové se však přes své vítězství v bitvě u Lovosic zatím k tažení na Prahu neodhodlali. Na jaře 1757 vpadly do Čech hlavní pruské oddíly a ve střetu v oblasti Štěrbohol, Malešic a Hrdlořez rakouskou armádu porazily.
Po porážce v bitvě u Štěrbohol 6. května 1757 se rakouské vojsko, vedené Karlem Lotrinským, i se svými veliteli uzavřelo za zdmi Prahy, kterou nechal Fridrich II. neprodleně oblehnout. Pruský král musel zanechat před obléhanou Prahou 50 000 mužů, o 14 000 přišel v bitvě a 27 000 jich zabezpečovalo zásobovací linie z Čech do Pruska.
V Praze se nedostávalo potravin ani léčiv, některé kláštery i paláce byly přeplněny raněnými, tisíce jezdeckých koní zaplavily pražská náměstí.

Pruská vojska vytvořila kolem pražských měst kruh. Pruské dělostřelectvo nedisponovalo obléhacími děly, která by mohla rozmetat pražské hradby. Na Vítkově, na Sklenářce, na Pankrácké pláni a několika dalších místech vybudovali dělostřelecké pozice, nepodařilo se jim však získat kontrolu nad Letnou. V posledních květnových dnech roku 1757 zahájila pruská armáda systematické ostřelování nevojenských objektů, aby zlomila vůli obyvatel k odporu. Podle svých záznamů Prusové během obléhání vypálili 58 376 dělových kulí, přes 23 063 (22 tisíc) granátů a 548 (550) zápalných střel. Zničeno nebo těžce poškozeno bylo na 880 městských domů, tj. více než čtvrtina celkového počtu. Z církevních staveb nejvíce utrpěly katedrála svatého Víta a klášter na Karlově. Systematické ničení hospodářských objektů způsobilo rychle nedostatek potravin, jako zdroj masa sloužilo několik tisíc vojenských jezdeckých koní. Obyvatelé se stěhovali do sklepů. Z ulic byla odstraněna dlažba, aby se od ní neodrážely pruské střely. Škody po ostřelování se odstraňovaly po několik desetiletí. Více než dvacet let po obléhání popisuje anglický cestopisec, že velká část města je nová, obyvatelé dosud pracují na obnově zejména velechrámu a císařského hradu a že ve zdech domů vězí nesčetné dělové koule a pumy.

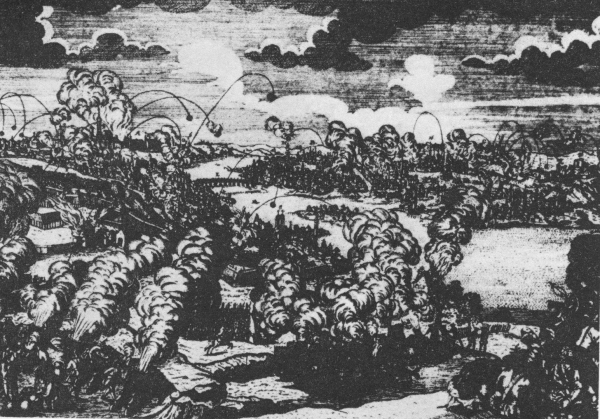
Bombardování Prahy Prusy

Pražská posádka i dobrovolníci z řad civilistů provedli několik úspěšných výpadů, například v noci z 9. na 10. června se nenadálým přepadem zmocnili pruské baterie na Andělce ve Střešovicích. Civilisté pomáhali i jako kurýři vojenských zpráv a pomáhali například při stržení pruského pontonového mostu v Podskalí pomocí po proudu vypuštěných vorů. Při výpadech proti pruským bateriím padlo 180 vojenských a 28 civilních osob a zranění utrpělo 743 osob vojenských a 52 civilních na straně obránců.

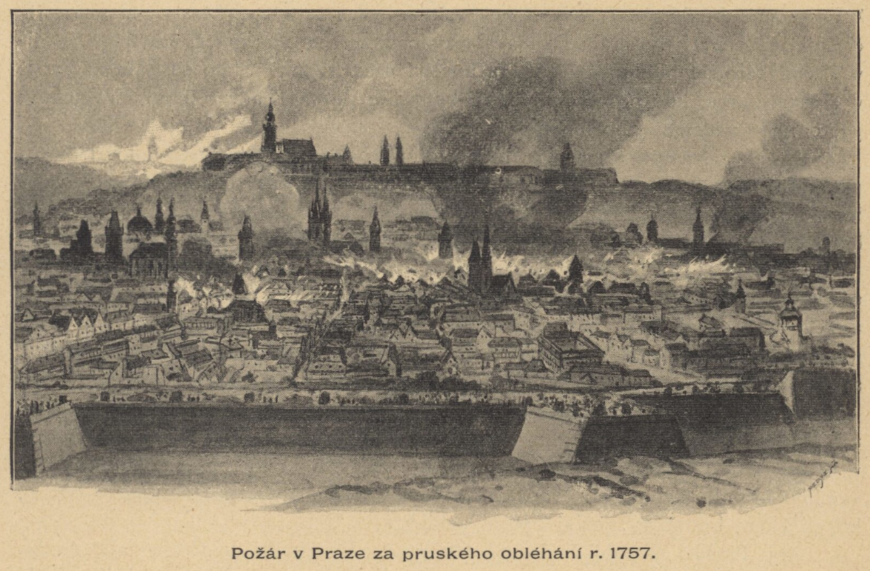
Hugo Schüllinger: Požár v Praze za pruského obléhání r. 1757 (Obrázkové dějiny národa českého, 1893)

Po porážce a početních ztrátách v bitvě u Kolína 18. června 1757 však pruská armáda nebyla schopná se dál v Čechách udržet. 20. června 1757 proto zrušila obléhání Prahy a pruské vojsko se začalo ve dvou proudech stahovat do Saska. 20. června pražská posádka zjistila, že Prusové zrušili svůj tábor u Braníka a pochodují ve třech kolonách směr Brandýs nad Labem. Arcivévoda Karel Lotrinský, oficiálně vrchní velitel c.k. vojsk, který se nacházel v obležené Praze, vyslal okamžitě 300 husarů pluku č. 4 a 300 hraničářů pod velením husarského plukovníka Inkey de Pallina pronásledovat ustupující Prusy. Tato smíšená jednotka zajala v příštích dnech mnoho Prusů a ukořistila jedno dělo a dva muniční vozy. Větší část obléhatelů, pěší pluky č. 3, 7, 17, 25 a neúplné č. 8, 9, 10, 12, 13, 18, 19, 21, 23, 24, 31, 32 a 34, kyrysnické pluky č. 2, 4, 10 a dragounský pluk č. 5 stála ještě v táboře na Bílé hoře pod velením maršála von Keitha. Arcivévoda Karel Lotrinský nařídil 20. června odpoledne velký výpad posádky. Jednotky prošly Karlovskou branou a dobyly zakrátko pruská polní opevnění. Prusové se soustředili u zdi letohrádku Hvězda, kde ještě chvíli kladli odpor. Když dorazily na bojiště posily vedené vévodou von Arenberg, ustoupili Prusové i zde a stáhli se k Řeži. Odtud se celá Keithova kolona dala na další ústup ke Slanému. Prusy ihned pronásledovaly lehké c.k. jednotky (husaři, hraničáři a několik rot granátníků) vedené plukovníkem Inkey de Palinem a plukovníkem Gideonem Laudonem. Pruská armáda byla rozdělena. Král se posouval přes Chabařovice a Pirnu do Saska, mosty přes Labe u Litoměřic nechal zničit. Větší část armády svěřil král svému bratru, korunními princi Augustovi Vilémovi, který měl rozkaz ustupovat přes Mladou Boleslav, Českou Lípu, Liberec a Žitavu do Lužice. Obě armády se pak měly opět setkat u Budyšína. Rakouská vojska ustupující Prusy pronásledovala.

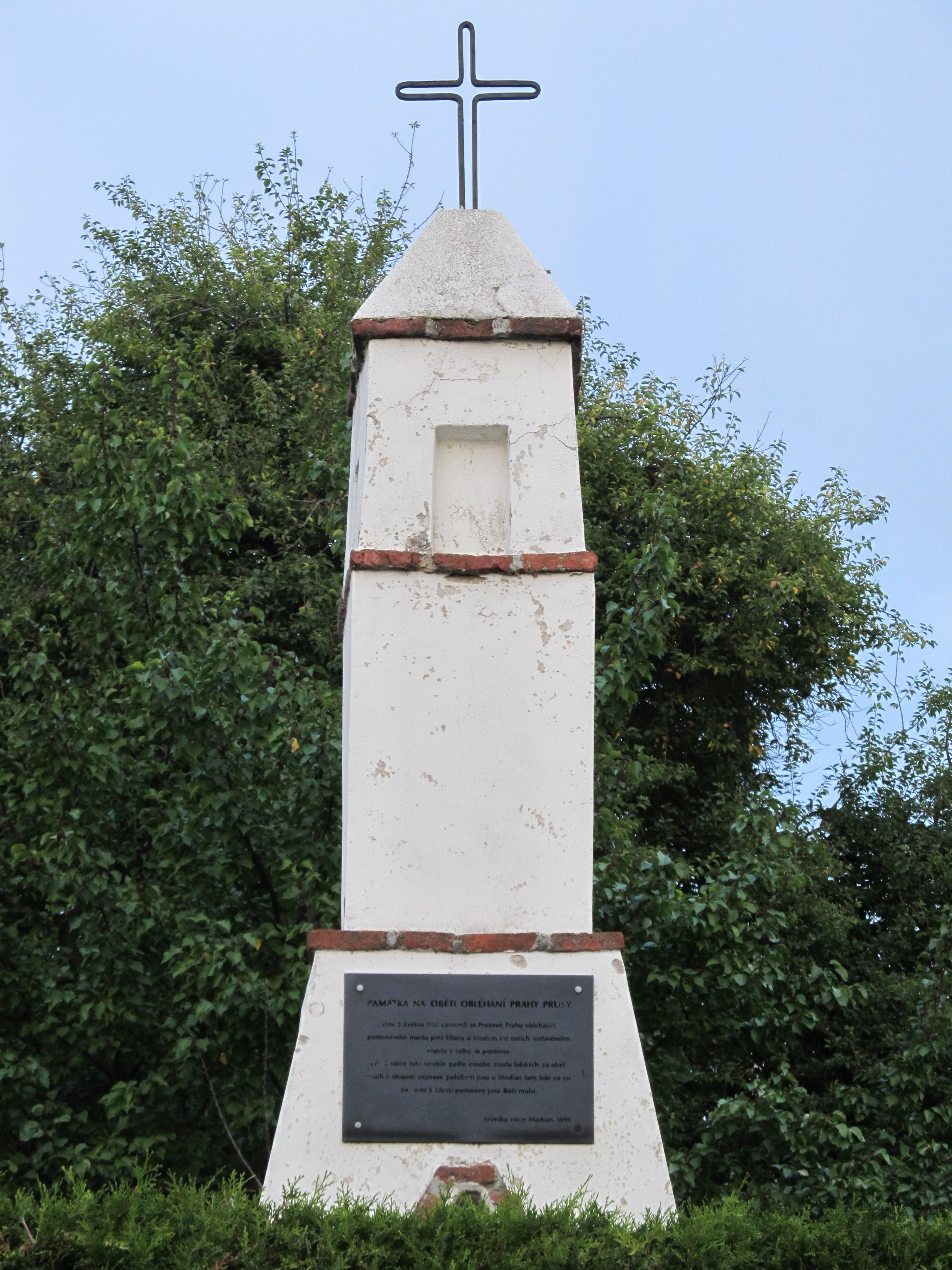
Boží muka v Modřanech

K obléhání Prahy přiřazuje modřanská kronika i šarvátku o pontonový most přes Vltavu u Modřan, ke které podle zápisu v modřanské kronice z roku 1895 došlo dne 3. května 1757 (což by ovšem bylo ještě před bitvou u Štěrbohol, jiné zdroje datují tuto bitku na 6. květen). Prusové se zde podle modřanské kroniky zmocnili pontonového mostu zřízeného rakouskou armádou a sebrali z něj 16 pontonů. Oběti střetu byly pohřbeny „tam kde za vsí na cestě k Libuši postaveny jsou Boží muka“, což je dnes v zahrádce rodinného domu čo. 1 v ulici U pily. Pruský sbor generála Moritze Desavského se bitvy u Štěrbohol přímo nezúčastnil, protože měl postupovat po levém břehu Vltavy na jih, nad Braníkem postavit pontonový most (snad v oblasti Modřan), přejít přes něj a odříznout císařským vojskům ústupovou cestu do Prahy i na jih. Záměr se ale nezdařil, protože sbor knížete Desavského neměl dostatek pontonů a nebyl schopen řeku překonat a neuspěl ani pokus pruského jezdectva Vltavu přeplavat. O boji o most v Modřanech se historické publikace ani vydané paměti účastníků nezmiňují, avšak nelze jej vyloučit, protože v této oblasti bylo 6. května před bitvou dislokováno přes 2000 císařských vojáků, kteří do hlavní bitvy nezasáhli. Jejich přítomnost zde lze vysvětlit právě tím, že střežili pontonový most, jehož existenci prameny přímo nezmiňují, ale kterou naznačují. Některé dobové mapy ale zachycují pontonový most pod Zbraslaví (pravděpodobně v oblasti Modřan), který mohl sloužit císařským vojskům k případnému ústupu za Vltavu. Výčet ztrát císařské armády však uvádí i ztrátu 40 pontonů. Vydané prameny uvádějí, že bitva skončila kolem třetí hodiny odpolední a další události bagatelizují na konstatování, že šarvátky a potyčky probíhaly až do osmé večerní. Je možné, že Prusové knížete Desavského se po neúspěšném pokusu o přemostění Vltavy nad Braníkem posunuli výše proti proudu, hledajíce brod, a pokud přitom objevili rakouský pontonový most, mohl se o něj strhnout boj, a lze předpokládat, že početně slabší Rakušané svůj most raději zničili, než by umožnili Prusům přejít přes řeku. Pravděpodobnější však je, že část hlavní pruské armády pod Friedrichem II. postoupila z Braníku podél Vltavy na jih a svedla boj o pontonový most na pravém břehu řeky. Každopádně se však 6. května 1757 v Modřanech o most bojovalo, což potvrzuje i zaznamenaná rakouská ztráta 40 pontonů.
V září 1744 na úvod pruské okupace Prahy i při obléhání v roce 1757 postavili Prusové své dělostřelecké baterie také v oblasti Střešovic v místech, která dodnes připomínají místní názvy: náměstí Před bateriemi a ulice Na bateriích a U první baterie až U šesté baterie. Prusové odtud ostřelovali zejména Hradčany, Pohořelec a Nový svět.

## Odkaz v kultuře
Během obléhání Prahy se odehrává děj německo-československého filmu Ukradená bitva režiséra Erwina Stranky z roku 1972.